# Gioco di logica
Un gioco di logica è un rompicapo, ovvero un problema o un enigma a scopo di intrattenimento, con un fondamento matematico o logico. In molti casi, e soprattutto per quei giochi che vengono diffusi per passaparola, un gioco di logica ha la forma di un indovinello; sono tuttavia giochi di logica anche giochi da tavolo solitari come la torre di Hanoi, problemi basati su giochi da tavolo deterministici, come i problemi di scacchi o di dama, e via dicendo. In genere, la vittoria consiste nel trovare la soluzione, dopodiché il gioco è "risolto" e dovrà essere proposto a un nuovo aspirante risolutore.
Un caso particolare sono quei giochi in cui la necessità di ragionamento logico è solo apparente e serve a distrarre chi deve risolvere il gioco, che in realtà richiede un tipo di intuizione completamente diverso (per esempio, la soluzione potrebbe essere in realtà basata su un gioco di parole).